# Naruto: Clash of Ninja Revolution European Version
Naruto: Clash of Ninja Revolution European Version (noto in Giappone come Naruto Shippūden: Gekitou Ninja Taisen EX) è il primo gioco uscito in Italia per la console Wii che riguarda il noto protagonista della serie manga di Naruto. Questo gioco è il seguito di altri quattro picchiaduro usciti in Giappone (Naruto Gekitou Ninja Taisen Ex) ed è uscito in Europa il 28 marzo 2008 (successivamente rispetto agli USA).

## Modalità di gioco
Il gioco comprende ben sei differenti modalità di gioco:
- Nella modalità Missions è possibile ripercorrere fedelmente tutti gli episodi del Manga di Naruto fino alla fine dell'esame della selezione dei Chunin.
- La modalità Single Player è divisa in:
  - Time Attack: Sono una serie di incontri grazie ai quali è possibile sbloccare dei contenuti extra come video, musica o suoni.
  - Survival: Bisogna affrontare incontri all'ultimo sangue che termineranno solo nel momento in cui il giocatore perderà una battaglia.
  - Single Player: Bisogna affrontare 10 incontri di difficoltà crescente e, grazie a questa modalità, si possono sboccare nuovi personaggi.
  - Versus CPU: Qui si possono fare dei singoli scontri con il computer.
- Nella modalità Multiplayer è possibile partecipare ad incontri formati al massimo da ben quattro giocatori (1 vs 1, 1 vs 2, 1 vs 3 o 2 vs 2).
- Nella modalità Training è possibile allenarsi contro un avversario controllato dal computer.
- Nella modalità Mini Game sono presenti tre differenti Mini Giochi grazie ai quali è possibile fruttare a pieno le capacità del telecomando wii.
- Nella modalità Extras il giocatore può vedere i trofei ottenuti, le statistiche degli incontri e molto altro ancora.

Questo titolo può essere giocato anche con il controller tradizionale del GameCube oppure solamente con il telecomando wii. Però, per sfruttare a pieno le tecniche segrete dei personaggi, bisogna giocare sia con il telecomando wii che con il Nunchuk. Infatti ogni tecnica segreta richiede di riprodurre i movimenti dei personaggi con ed in questo modo essa può diventare ancora più devastante.

## Gli incontri
Gli incontri normalmente si svolgono in due round (in caso di pareggio se ne effettuerà un terzo). La grafica è buona anche se non sfrutta pienamente le capacità del Nintendo Wii. Un difetto che si può notare è la scarsa attenzione prestata a creare le ombre dei personaggi. Gli scenari sono circa una quindicina anche se possono essere considerati molti di più se si calcola il fatto che, quando un giocatore finisce "fuori" dallo scenario, immediatamente i personaggi si sposteranno in un altro luogo di combattimento completamente differente dal precedente.
Nello scenario si possono sfruttare vari oggetti, come vasi, scatole, etc... grazie ai quali è possibile nascondersi per sfuggire all'attacco nemico.

## I personaggi
Naruto Clash of Ninja Revolution sfrutta a grande quantità di personaggi, 20 in totale. Ognuno di essi ha più di dieci combo, tutte molto spettacolari e diverse da quelle degli altri personaggi. Inoltre è possibile effettuare anche delle mosse con il chakra e delle tecniche speciali che rappresentano le mosse più note dei personaggi della serie di Naruto.
Ecco la lista dei personaggi e come sbloccarli:
- Naruto: disponibile dall'inizio del gioco.
- Sasuke: disponibile dall'inizio del gioco.
- Sakura: disponibile dall'inizio del gioco.
- Kakashi: disponibile dall'inizio del gioco.
- Jiraiya: disponibile dall'inizio del gioco.
- Shikamaru Nara: disponibile dall'inizio del gioco.
- Rock Lee: disponibile dall'inizio del gioco.
- Neji: disponibile dall'inizio del gioco.
- Tenten: bisogna completare la modalità Single Player con Rock Lee e completare nella modalità Missione "Scontro tra rivali di Rock Lee e Neji".
- Gai: bisogna completare la missione 13.5.
- Temari: bisogna completare la modalità Single Player con Shikamaru.
- Ino: bisogna completare la modalità Single Player con Sakura.
- Hinata: bisogna completare la modalità Single Player con Neji.
- Gaara: bisogna completare la modalità Single Player con Naruto e Shikamaru
- Shino Aburame: bisogna completare la modalità Single Player con Kankuro.
- Kankuro: bisogna completare almeno una volta la modalità Missions.
- Orochimaru: bisogna completare la modalità Single Player con Kakashi, Sasuke, Naruto e Jiraiya
- Tsunade: bisogna completare la modalità Single Player con Jiraiya.
- Itachi: bisogna completare la missione "Rivincita! Sasuke contro Itachi" dopo aver sbloccato tutti i personaggi.
- Kisame Hoshigaki: bisogna completare la modalità Single Player con Gai, Sasuke, Kakashi, Naruto e Jiraiya.